# ずぼら
ずぼら（ズボラ）はだらしないことを意味する単語である。ズボラな人は「ズボラ民」とも言う。

## ズボラ飯・時短レシピ
1987年4月、労働基準法の改正により法定労働時間が短縮され世間では時短が叫ばれるようになったが、同年10月には「ずぼら」と名前の付く時短料理本『賢い女性 うまいものずぼらクッキング』（結城貢）が登場している。
また2010年代には食漫画誌「思い出食堂」を初めとしてコンビニコミックを中心に食漫画がブームとなり、テレビでも2012年冬に食漫画「孤独のグルメ」がドラマ化され、同年秋にはその女版であり「ズボラ飯」をテーマとする女性漫画『花のズボラ飯』がドラマ化された。
YouTubeの登場後は「てぬキッチン」や「リュウジ」のような時短レシピを紹介する料理系YouTuberが登場し、それらYouTuberの時短系レシピ本は「料理レシピ本大賞 in Japan」でも大賞を取っている。
しかしながら前述のリュウジによればズボラ飯に対する批判も根強く残っているとされる。
なお限界飯については限界#俗語における「限界」を参照。

## ズボラ女子
ズボラ女子はズボラな女性のことである。ズボラ女子は面倒くさがりなどの特徴があるものの、ズボラでもモテる女子は居ると言われている。
またYouTube上では「丁寧な暮らし」の逆の「丁寧じゃない暮らし」（ズボラな生活）の主婦をテーマとした「丁寧じゃない暮らし。もも子」チャンネルが登場して人気となった。

## 関連作品
バラエティ番組
- 『三船美佳のずぼらぼ ズボラ生活研究所』（2006年4月[16]〜?、BIGLOBEストリーム[16] ・関西テレビ他）- 書籍化もされている[17]。
- 『上田と女が吠える夜』「岸優太も強力参戦!ズボラ女VS神経質女(秘)生態カミングアウト」（2023年8月16日、日本テレビ）[18][19][20]

ドラマ及びドラマ化された作品
- 『花のズボラ飯』（ドラマ: 2012年秋、TBS系列） - ズボラ女子の料理物の女性漫画及びそのドラマ[21]。女性漫画誌「Eleganceイブ」に連載されていた。前述の通り「孤独のグルメ」の女性版として企画され[5]、漫画の原作は「孤独のグルメ」の原作者が務めている[6]。
- 『ハマる男に蹴りたい女』（ドラマ: 2023年冬、テレビ朝日系） - ズボラ女子×エリート男子をテーマとする少女漫画[22]およびそのドラマ。少女漫画誌「Kiss」に連載されていた。
- 『わたしのお嫁くん』（ドラマ: 2023年春、フジテレビ系） - ズボラ女子×オカン系男子[注 1]をテーマとする少女漫画[23]およびそのドラマ。こちらも同じく少女漫画誌「Kiss」に連載されていた。
- 『めんつゆひとり飯』（ドラマ: 2023年春・2024年秋、BS松竹東急） - ズボラ女子の料理物の4コマ漫画およびそのドラマ[24]。4コマ誌「まんがライフ」に連載されていた。

映画および映画化された作品
- 山下敦弘監督『もらとりあむタマ子』[25]（2013年11月23日）

アニメ化された作品
- 『デキる猫は今日も憂鬱』（アニメ: 2023年夏、毎日放送・TBSテレビ他） - ずぼらOLとデキる猫をテーマとする少年漫画[26]およびそのアニメ[27]。ニコニコ静画内のWeb漫画サイト「水曜日のシリウス」に2018年8月22日より連載されていた[26]。

その他の漫画
- 兎野みみ『ズボラーキングのばらちゃん』 小学館 - 2000年前後の学年誌「小学三年生」～「小学六年生」に連載
- ふじいまさこ『ずぼらのススメ〜今すぐ作りたくなる手抜き料理エッセー!!〜』 芳文社 - 実話系4コマ誌『本当にあった(生)ここだけの話』連載
- 東385『ずぼら先輩とまじめちゃん』 竹書房 - ずぼら女子とまじめ女子をテーマとした4コマ漫画[28]。4コマ誌「まんがライフオリジナル」2020年9月号より連載[28]。
- ゆえこ『ズボラ女子は今日も志月くんにお世話されてます』 宙出版 -  ヤング・レディース誌「Young Love Comic aya」 2022年7月号〜2023年3月号連載
- 原作・カカル、作画・とうのきり『ほったらかし飯』 集英社 - Web漫画サイト「少年ジャンプ+」 2024年月29日[29]〜2024年7月11日連載[30]
- 織田千代『まりな先輩のどんと恋ごはん ～ずぼら女子の不器用レシピ～』 少年画報社 2024年[31]

小説
- 深海亮『あなたの代わりはできません。 ズボラ女と潔癖男の編集ノート』 KADOKAWA 2023年 ISBN 978-4040750385

ゲーム
- 『食いしんぼうOL もぐ美のずぼらダイエット』（2013年4月24日[32]） - PlayStation Mobile向けゲーム[33]。「食いしんぼう OL もぐ美」はゲームの前より存在した「花のズボラ飯」の漫画家のオリジナルキャラクター[34]。